# François Gérard
François Pascal Simon Gérard, Barão Gérard (Roma, 4 de maio de 1770 – Paris, 11 de janeiro de 1837) foi um pintor e gravador neo-clássico francês que se destacou como retratista. Os seus retratos, em especial os femininos, são notáveis pela delicadeza do traço e pela simplicidade e franqueza de expressão.

## Biografia
François Gérard nasceu em Roma, onde o seu pai, J. S. Gérard, ocupava um posto na embaixada francesa. A sua mãe, Cleria Matteï, era italiana. Com 12 anos de idade partiu para Paris, depois de ter sido admitido na Pension du Roi, um internato daquela cidade destinado a filhos de oficiais e altos funcionários deslocados por razões profissionais para fora dos grandes centros.
Depois de permanecer alguns anos na Pension, passou a frequentar como aprendiz o estúdio do escultor Augustin Pajou. Dois anos depois transferiu-se para o estúdio do pintor Nicolas-Guy Brenet, especializado em temas históricos, que abandonou quase imediatamente para ir trabalhar com Jacques-Louis David, retratista que seria a sua principal influência estilística.
Em 1789 apresentou-se a concurso para o Prix de Rome, que nesse ano foi vencido pelo seu colega Girodet. No ano seguinte (1790), voltou a competir, mas o falecimento de seu pai impediu-o de completar o trabalho que pretendia apresentar, forçando-o a acompanhar a mãe em Roma.
Em 1791 voltou para Paris com o objectivo de continuar a sua formação como pintor, mas as dificuldades financeiras em que mergulhara a sua família obrigaram-no a procurar um emprego que lhe permitisse sobreviver. O seu mestre, Jacques-Louis David, veio de imediato em sua ajuda, oferecendo-lhe trabalho no seu estúdio. Ali trabalhou em vários retratos, entre os quais o de Le Pelletier de St. Fargeaumay, uma das obras mais célebres de Jacques-Louis David, que deve muito ao trabalho de Gérard. A obra foi executada em princípios de 1793, ano em que Gérard, a pedido de David, foi nomeado membro do tribunal revolucionário, mas de cujas decisões mais controversa esteve invariavelmente ausente.
Obteve o primeiro lugar numa competição artística realizada em 1794, cujo tema era o 10 de Agosto. Estimulado pelo resultado no concurso e pelo sucesso do seu amigo e rival Girodet nas edições do Salon de Paris de 1793 e 1794, Gérard, com a ajuda desinteressada do miniaturista Jean-Baptiste Isabey, produziu em 1795 a sua famosa obra Bélisaire.
No ano de 1796 um executou um retrato de Isabey (hoje no Louvre) que obteve um sucesso indisputado e com o dinheiro que recebeu de Isabey produziu em 1797 a sua obra Psyche et l'Amour. Finalmente, em 1799, o seu retrato de Madame Mère estabeleceu a sua posição como um dos principais retratistas da sua época.
Em 1808 teve 8 retratos da sua autoria seleccionados para exibição no Salon de Paris daqueles anos, a que se seguiram 14 na edição de 1810. Estes números são uma boa indicação da fama e da dimensão numérica da sua obra, com dezenas de retratos completados em cada ano. Todas as figuras gradas do Império e da Restauração e as maiores celebridades masculinas e femininas da Europa, quiseram ser retratados por Gérard.
Esta voga extraordinária deveu-se em parte ao charme e à forma encantadora como recebia e mantinha uma conversação, o que fazia com que o seu salão fosse tão frequentado quanto o seu estúdio. Por eles passaram personalidades como Madame de Staël, George Canning, Talleyrand e o Duque de Wellington, as quais deram amplo testemunho da sua cortesia e gentileza de trato.
Rico e famoso, Gérard era atormentado pelo remorso das ambições que abandonara ao se dedicar ao retratismo. Tentava então demonstrar a sua mestria em outros temas, na sua rivalidade com Girodet e outros, pintando obras de carácter histórico ou mitológico como Bataille d'Austerlitz (1810) e L'Entrée d'Henri IV à Paris (hoje em Versalhes), pintado em 1817 em homenagem ao regresso dos Bourbons. Nelas mostrou inventividade e versatilidade de estilo que permitem colocá-lo entre os grandes pintores do tempo. Após a Restauração, a fama de Gérard declinou, fora observar com desgosto e impotência o avanço do movimento romântico e a inevitável mudança de gostos e de modismos.
Coberto de honrarias — barão do Império em 1819, membro do Institut de France a 7 de Março de 1812, oficial da Légion d'honneur, primeiro pintor da Casa Real — manteve-se activo, embora triste e desencorajado. O advento da Revolução de 1830 veio aumentar o seu desconforto e a 11 de Janeiro de 1837, depois de três dias de febre, falecia em Paris, quase esquecido.
Gérard ficou célebre pelos seus retratos e, embora a cor da sua pintura tenha sido alvo de críticas menos favoráveis, a delicadeza e pureza do traço da sua obra é notável, especialmente nos retratos femininos onde é patente um toque de franqueza e simplicidade de expressão que dá aos retratos um carácter de grande vivacidade. Uma rua (Rue François-Gérard) recorda o seu nome na toponímia de Paris.
Entre os seus estudantes mais famosos conta-se o pintor alemão Heinrich Christoph Kolbe.

## Obras mais conhecidas
- Portrait de la reine Luise de Prusse, vers 1795-1800
- Allégorie Psyché et l’Amour, 1798, Paris, Museu do Louvre
- Portrait de l’Impératrice Joséphine à la Malmaison, 1799
- Portrait de Désirée Clary, 1800
- Allégorie 'Ossian invoque les Esprits, 1801
- Madame Bonaparte dans son salon, 1801, Rueil-Malmaison, châteaux de Malmaison et Bois-Préau.
- Portrait de Madame Tallien, 1804, Paris, Museu Carnavalet
- Portrait de Marie Laczynska, comtesse Walewska puis comtesse d'Ornano, vers 1811-1812, Paris, Museu de l'Armée
- Portrait d’Antoine-François Fourcroy, 1808, Châteaux de Versailles et Trianon
- Portrait buste de Napoléon Bonaparte, Premier Consul, 1803, Chantilly, Musée Condé
- Portrait de Juliette Récamier assise, 1802, Paris, Museu Carnavalet
- Portrait de Caroline Murat entourée de ses enfants, Musée national du château de Fontainebleau
- Portrait de Joachim Murat roi de Naples, château de Versailles,
- Représentation de l’Entrée d’Henry IV à Paris, musée du château de Versailles
- Le Sacre de Charles X, vers 1825, Reims, Palais du Thau: voir le tableau
- Portrait de Marie-Louise 1791 - 1847, archiduchesse d’Autriche, Impératrice des français et Napoléon-François 1811 - 1832, roi de Rome, musée national des châteaux de Versailles et du Trianon
- Représentation de Napoléon à cheval à la Bataille d’Austerlitz, 1805, Château de Versailles, Galerie des Batailles
- Esquisse du Général Jean-Victor Moreau, musée de Versailles
- Portrait de Talleyrand assis, 1806, château de Valencay
- Allégorie Les trois âges de l’Homme, 1806, Chantilly, Musée Condé
- Portrait de l’Empereur Napoléon I en robe de sacre, vers 1806, Musée national allemand d’Histoire / possession royale de Suède/ plusieurs copies sur lithon (musée Rijk d’Amsterdam)
- Portrait de Napoléon Ier, 1808
- Portrait du Tsar Alexandre Ier de Russie, 1814, musée cantonal des Beaux-Arts de Vaux (Suisse)
- Portrait d’Hortense de Beauharnais
- Portrait de Joséphine Impératrice
- Portrait de Constance Ossolinska Lubienska, 1814, Paris, musée du Louvre
- Portrait de Louis-Philippe, 1823, musée du château de Versailles
- Portrait de Thomaso Sgricci, 1824, Modène, Musée d’Art Médiéval et Moderne
- Fresques allégoriques murales du Panthéon (Paris) : la Mort, la Patrie, la Gloire, la Justice, 1821 - 1827
- Portrait d’Alphonse de Lamartine, 1831, musée du château de Versailles
- Portrait de la Dame à la Harpe, collection particulière
- Portrait du Prince Eugène de Suède tenant sa fille par la main, Suède
- Portrait de Jean-Nicolas Corvisart, musée de Versailles
- Portrait d’Eugénie de Beauharnais
- Portrait de la Comtesse Regnault de Saint-Jean d’Angely, Paris, musée du Louvre

## Galeria

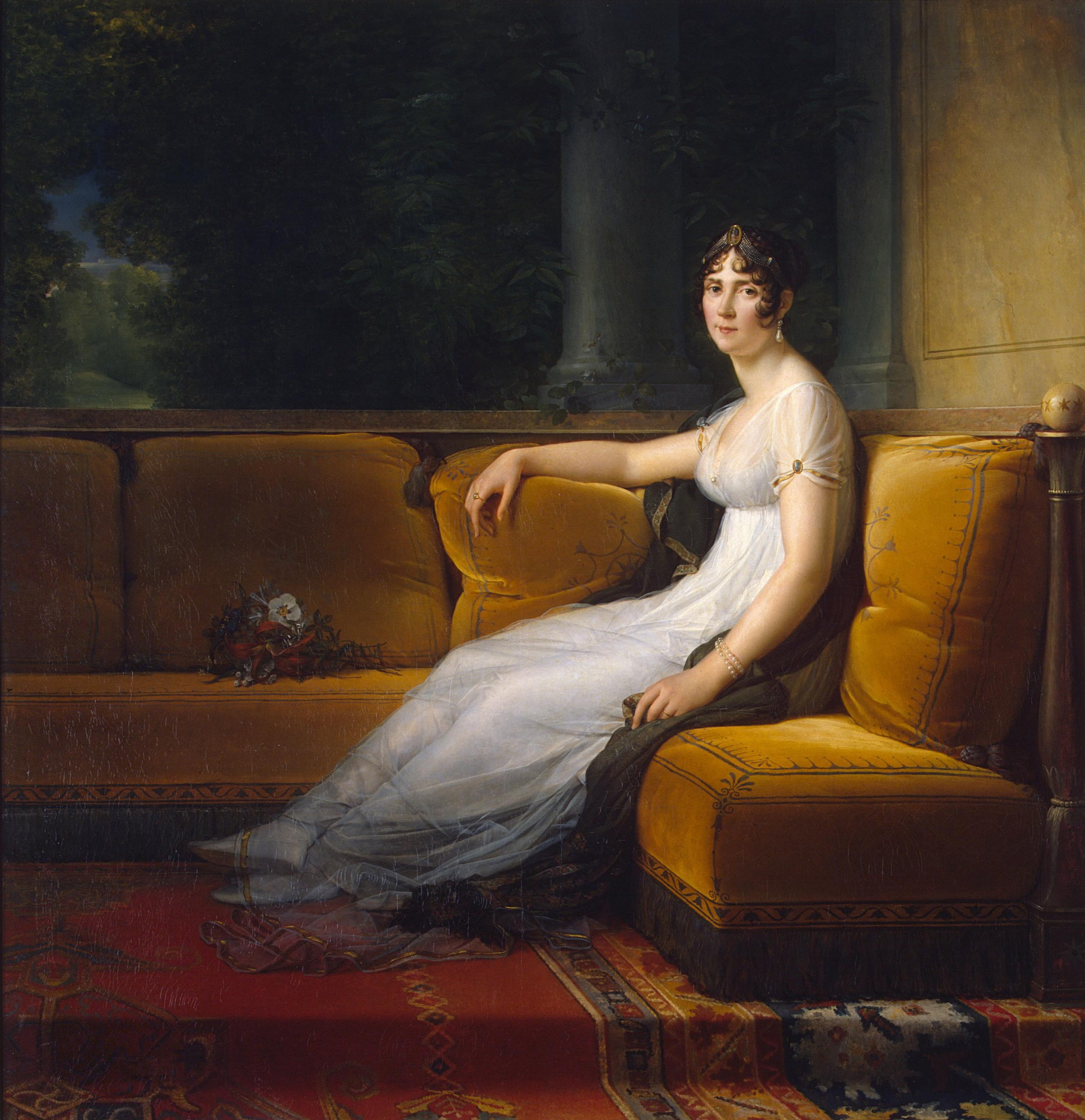
Madame Bonaparte dans son salon de Malmaison (1801)
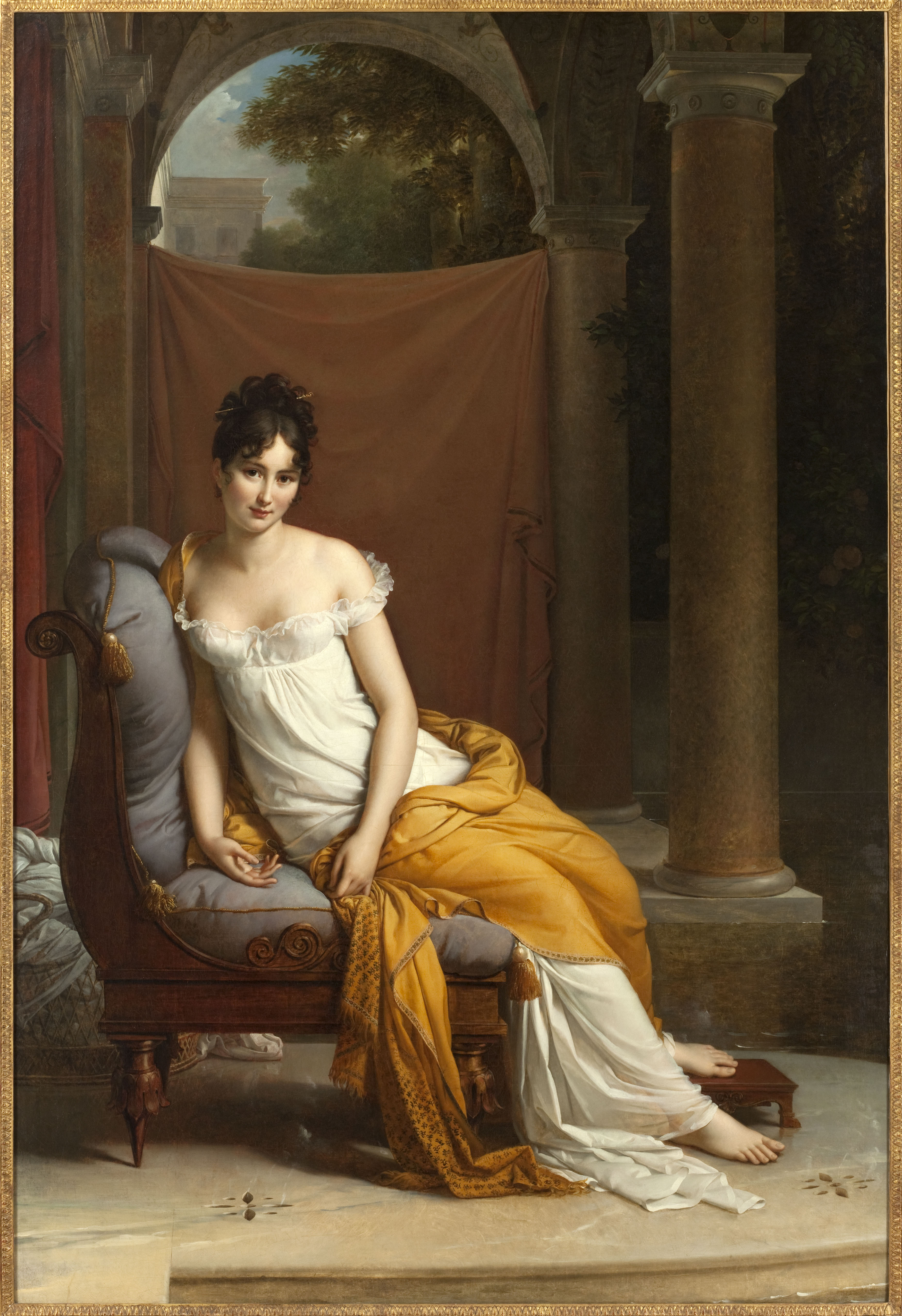
Portrait de Juliette Récamier assise (1802)
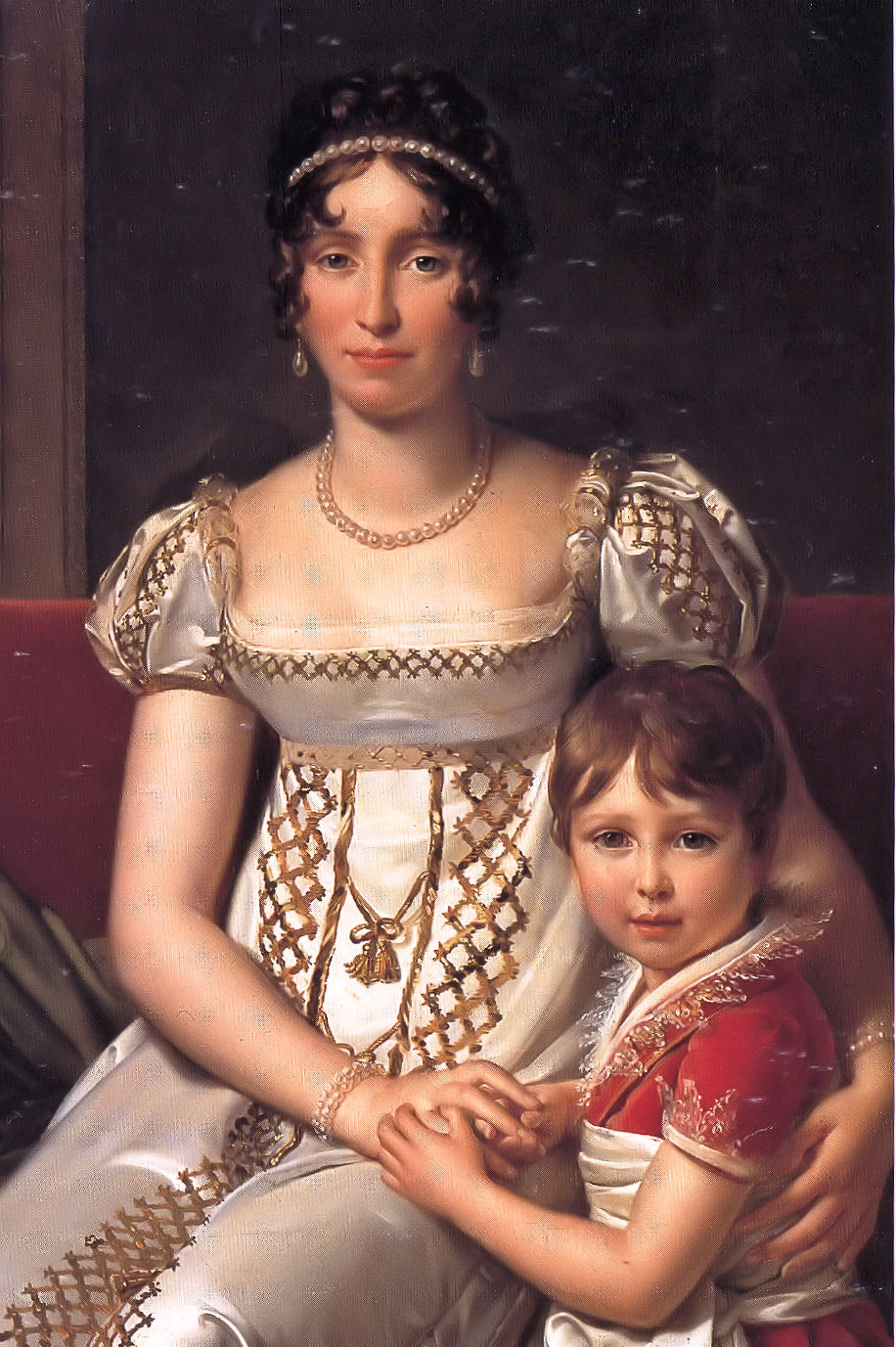
La Reine Hortense et son fils Napoléon Charles (1806)
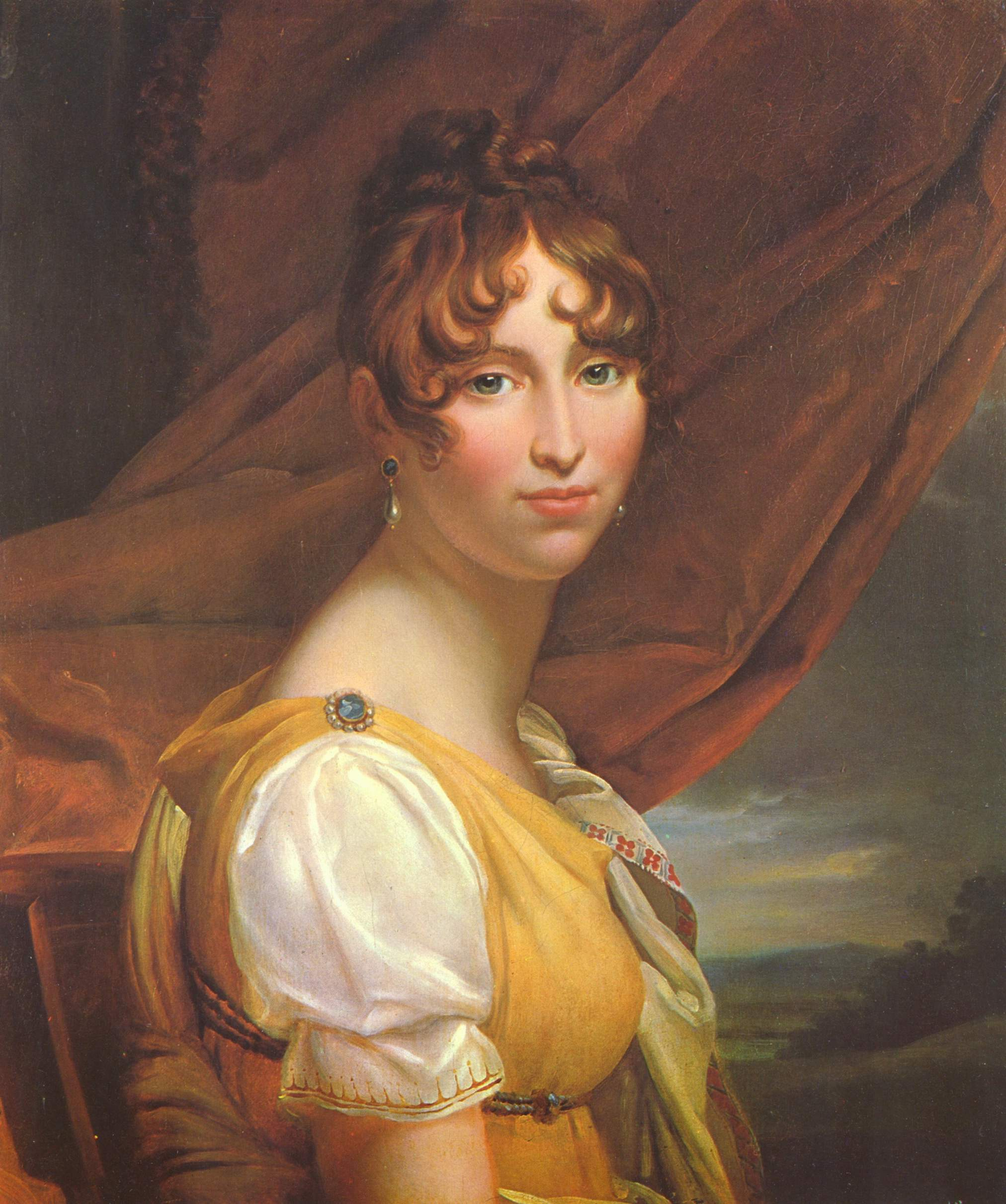
Portrait de la Reine Hortense
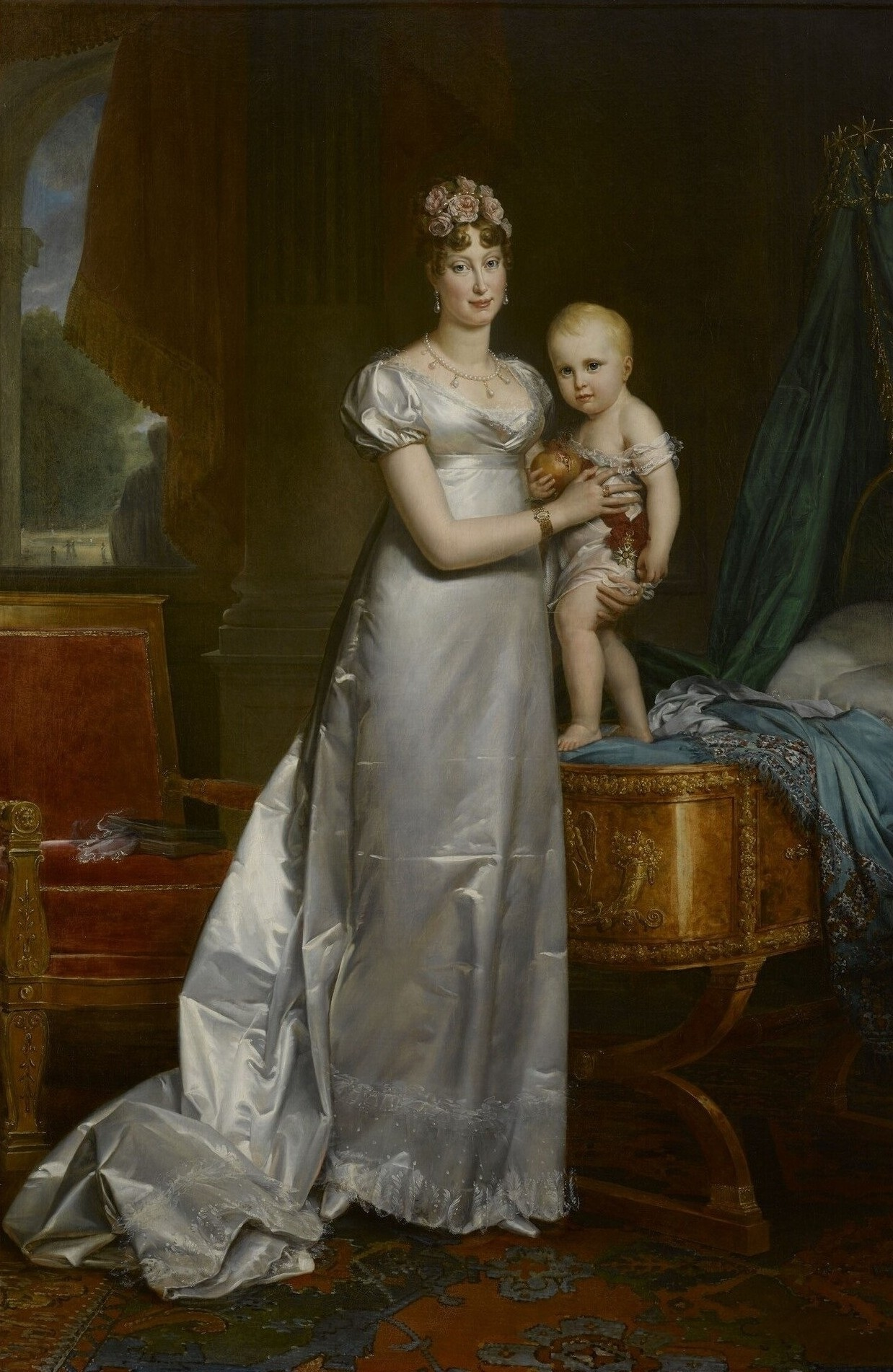
Marie-Louise, impératrice des français, et le Roide Rome (1812)
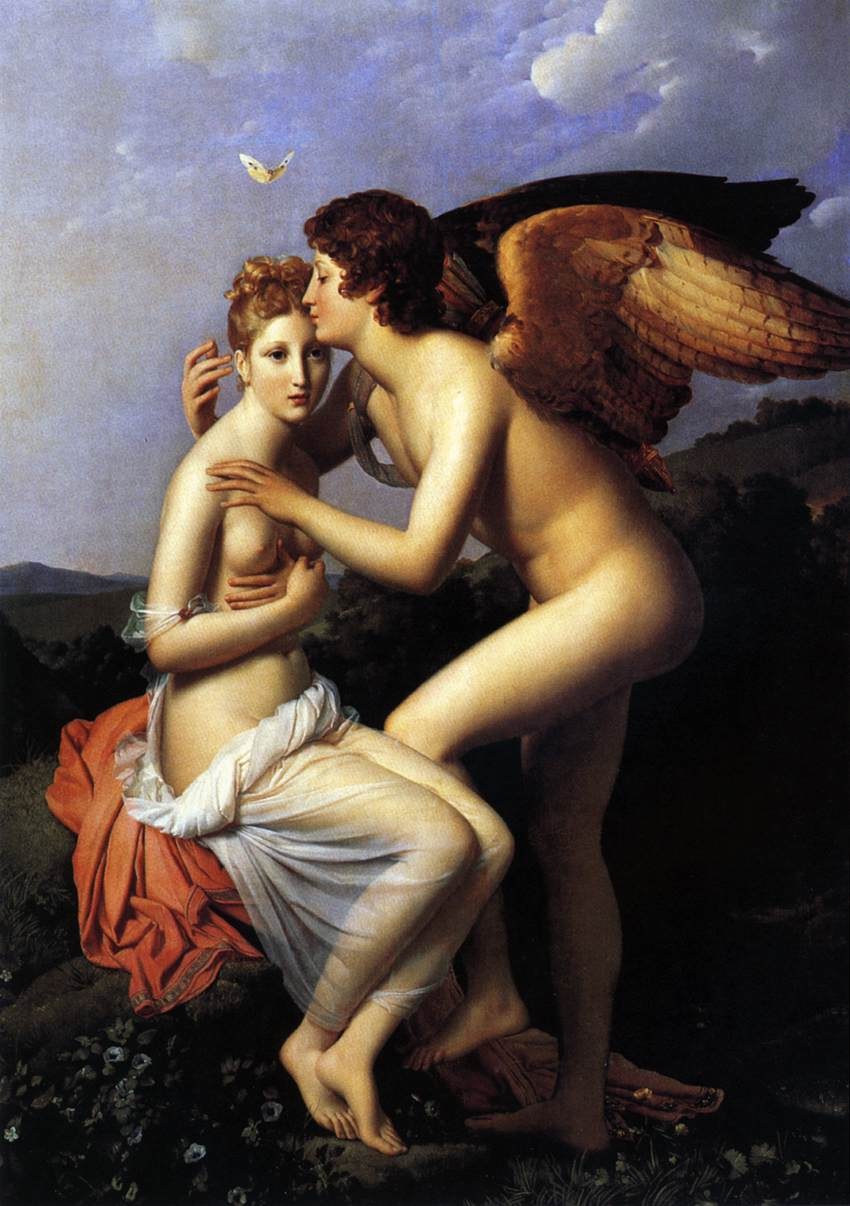
Psyché et l’Amour (1822)